# Den Danske Pioneer
«Ден данске пионер» (Den Danske Pioneer с дат. — «Датский пионер») — американская газета на датском и английском языках, выходящая в Иллинойсе. Последняя оставшаяся датская газета в США после того, как в 2018 году прекратила выходить калифорнийская еженедельная газета Bien (с дат. — «Пчела»).

## История
«Ден данске пионер» была основана в 1872 году Марком Хансеном в Омахе, штат Небраска, и большинство её подписчиков были фермерами датского происхождения. Софус Фредерик Небл, печатник-подмастерье, иммигрировавший в 1883 году в Америку из Стуббекёбинга, работал редактором издания с 1887 по 1931 год. В этот период в газете иногда публиковал своим статьи социалист Пауль Гелеф, сыгравший решающую роль в формировании радикальной направленности издания.
В 1893 году на выставке в Чикаго для «Ден данске пионер» был приобретён новый печатный станок, способный печатать шесть тысяч страниц в час. В 1903 году штат газеты насчитывал 16 человек, и она переехала в новое здание. «Пионер» развивался и становился голосом датской диаспоры. Репортёры газеты работали по всему Среднему Западу, а также на востоке в Мэне и Вермонте.
В 1958 году газета переехала в Элмвуд-Парк, штат Иллинойс, где выходила до 1984 года; редактором издания работал Ялмар Бертельсен. Королева Дании Маргрете II посетила редакцию газеты во время своего визита в Соединённые Штаты в 1976 году. В 1997 году королева она наградила тогдашнего редактора Криса Стеффенсена орденом Данеброга в ознаменование 125-летия издания. Сегодня газета принадлежит Bertelsen Publishing Co., расположенной в Хофмен-Эстейтс, штат Иллинойс. Эльза Стеффенсен, жена бывшего редактора Криса Стеффенсена, является издателем, а их дочь Линда — редактором.